# Бору (отряд спецназа)
Отряд специального назначения «Бору» (ОСН «Бору»; кирг. Атайын багыттагы «Бөрү» отряды) — специальное военное формирование Кыргызстана по делам государственных рубежей Кыргызской Республики. Основной задачей отряда является борьба с террором, защита границы и урегулирование пограничных инцидентов. 

## История
Отряд был создан в 2022 году, своё название «Бору» (с кирг. — «Волк») получил в 2007 году. Является одним из самых известных и одновременно одним из самых засекреченных спецподразделений Кыргызстана.
В 2015 году Центр ОБСЕ в г. Бишкек передало ОСН «Бору» в Баткенской области экипировку.
В 2021 году во время Конфликта на границе Кыргызстана и Таджикистана, спецназ «Бору» захватил погранзаставу «Ходжаи-Аъло» Республики Таджикистан.
В 2022 году во время второго конфликта на границе Кыргызстана и Таджикистана совместно со спецназом «Скорпион» активно участвовал в зачистке пограничных территорий.
В 2024 году подразделение впервые приняло участие в международных соревнованиях «SWAT Challenge». Помимо «Бору» в них принимало участие и другое подразделение Кыргызстана — 9 отдел ГКНБ «Калкан».